# Матчи сборной Польши по футболу 1929

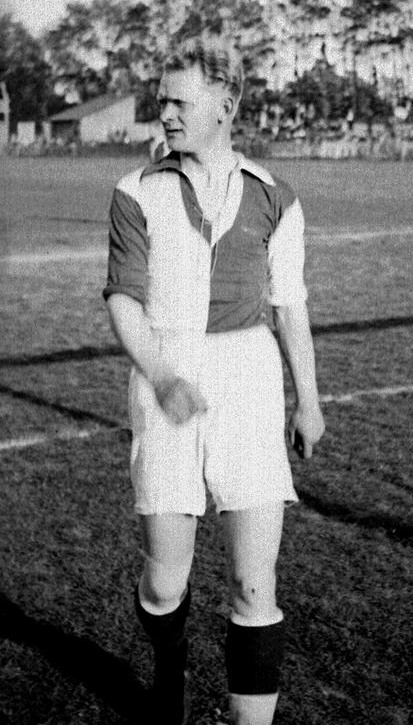
Ян Паёнк из львовской «Лехии» провёл два матча в составе сборной Польши

В 1929 году сборная Польши провела три неофициальных матча с любительскими командами соседей.
Польский футбольный союз принял решение, по финансовым причинам, не посылать сборную на I Чемпионат мира по футболу в Уругвае.

## Матч № N4
Неофициальный матч
| Познань 2 июня 1929 года                         | \| Польша \| 5:1 \| Венгрия (люб.) \| \| Кароль Пазурек[пол.] , · Кароль Коссок , · Юзеф Калюжа \| Голы \| \| |                |
| Польша                                           | 5:1 | Венгрия (люб.) |
| Кароль Пазурек , · Кароль Коссок , · Юзеф Калюжа | Голы |                |

## Матч № N5
Неофициальный матч
| Краков 4 августа 1929 года     | \| Польша \| 2:2 \| Чехословакия (люб.) \| \| Кароль Коссок · Кароль Пазурек[пол.] \| Голы \| \| |                     |
| Польша                         | 2:2                                                                                              | Чехословакия (люб.) |
| Кароль Коссок · Кароль Пазурек | Голы                                                                                             |                     |

## Матч № N6
Неофициальный матч
| Грац 6 октября 1929 года | \| Австрия (люб.) \| 1:3 \| Польша \| \| \| Голы \| Генрик Мартына[пол.] · Юзеф Наврот[пол.] · Кароль Пазурек[пол.] \| |                                               |
| Австрия (люб.)           | 1:3 | Польша                                        |
|                          | Голы | Генрик Мартына · Юзеф Наврот · Кароль Пазурек |